# Keurvorstendom Hessen
Het Keurvorstendom Hessen  (Duits: Kurfürstentum Hessen), ook wel "Keur-Hessen" (Duits: Kurhessen) genoemd), was een staat die in 1803 door Napoleon Bonaparte werd gesticht uit het Landgraafschap Hessen-Kassel. Toen het Heilige Roomse Rijk in 1806 afgeschaft werd, koos de Prins-keurvorst om keurvorst te blijven, ook zonder dat er nog keizer was om te kiezen. In 1807 werd het keurvorstendom na de Vrede van Tilsit geannexeerd door het koninkrijk Westfalen. Het Congres van Wenen herstelde het gebied met de eerdere heersers. De staat bleef in in stand tot het koninkrijk Pruisen het keurvorstendom in 1866 annexeerde.

## Het keurvorstendom Hessen van 1803 tot 1806
- In paragraaf 7 van de Reichsdeputationshauptschluss van 25 februari 1803 werd het volgende vastgelegd:

Voor het verlies van St.Goar en Rheinfels en voor de aanspraken op Corvey verkreeg het landgraafschap Hessen-Kassel van het voormalige keurvorstendom Mainz de ambten Fritzlar, Naumburg, Neustadt en Amöneburg, de kapittels Fritzlar en Amöneburg en de kloosters binnen de genoemde ambten. Verder de stad Gelnhausen en het rijksdorp Holzhausen.
- in paragraaf 31 werd de keurvorstelijke waardigheid toegekend.
- in paragraaf 32 kreeg de landgraaf twee nieuwe zetels in de Rijksdag: een voor Fritzlar en een voor Hanau. (Er waren al twee zetels voor Hessen en Hersfeld).

Landgraaf Willem IX van Hessen-Kassel werd als keurvorst Willem I van Hessen aan. Hij trad niet toe tot de Rijnbond, maar sloot zich ook niet aan bij Pruisen. Ondanks deze neutrale politiek ten opzichte van Napoleon, werd Hessen na de Pruisische nederlagen in 1806 door Franse troepen bezet.
Op 20 november werd het graafschap Katzenelnbogen onder direct bestuur van Frankrijk gesteld. De rest van het keurvorstendom werd op 9 juli 1807 geliquideerd. Opper-Hessen, Neder-Hessen, Ziegenhain, Hersfeld, Schmalkalden en Schaumburg kwamen aan het koninkrijk Westfalen. Kassel werd de hoofdstad van het nieuwe koninkrijk. Het graafschap Hanau kwam onder direct bestuur van Frankrijk, waarna het grootste deel op 16 mei 1810 aan het groothertogdom Frankfurt kwam.

## Het keurvorstendom Hessen van 1813 tot 1866
Koning Jérôme vluchtte na de Slag bij Leipzig in 1813, waarna keurvorst Willem op 21 november terugkeerde in zijn oude residentie. Hij werd met enthousiasme door het volk onthaald. Op 2 december werd het verdrag van Frankfurt gesloten: de keurvorst kreeg de gebieden die bij het koninkrijk Westfalen waren gevoegd terug en ook het graafschap Hanau van het groothertogdom Frankfurt. Een definitieve regeling van de grenzen zou tot 1819 voortslepen.
Op 29 mei 1815 sloten de koninkrijken Pruisen en Hannover een verdrag. Pruisen nam de verplichting op zich om de keurvorst te bewegen de volgende gebieden af te staan: de ambten Uchte, Freudenberg, Auburg (Wagenfeld), het graafschap Schaumburg, de heerlijkheden Plesse en Neuengleichen en de rechten van Hessen-Rotenburg in de heerlijkheid Plesse. Al deze gebieden vormden namelijk enclaves.
Op 16 oktober 1815 sloot Pruisen met het keurvorstendom het verdrag van Kassel:
- Hessen kreeg van Pruisen het grootste deel van het voormalige departement Fulda ter vorming van een groothertogdom Fulda (later provincie Fulda).
- Pruisen kreeg van Hessen het graafschap Neder-Katzenelnbogen, de heerlijkheid Plesse met inbegrip van het klooster Höckelheim, de ambten Neuengleichen, Uechte, Auburg en Freudenberg en de proosdij Göllingen.
- Saksen-Weimar-Eisenach kreeg het ambt Frauensee inclusief Gosperode, het gerecht Völkershausen, het ambt Vacha (inclusief de stad), de voogdij Kreuzberg (uitgezonderd de plaatsen Kreuzberg, Philippsthal, Thalhausen, Nippe, Hillartshausen, Röhrich en Unterneurode) en de tot het ambt Friedewald behorende plaatsen Dippach, Gasteroda, Vitzeroda, Abteroda en Wenigentaft.

Omdat het Congres van Wenen in 1815 weigerde hem als Koning der Chatten te erkennen, bleef hij de na de val van het Heilige Roomse Rijk de betekenisloos geworden titel van keurvorst voeren. Omdat hij wel sinds 8 februari 1816 de titel groothertog van Fulda voerde, kon hij wel het predicaat Koninklijke Hoogheid gebruiken.
Tot 1819 waren er nog grenscorrecties: op 20 maart 1816 een overeenkomst met keizerrijk Oostenrijk rond de grens bij Salmünster. Op 29 juni 1816 het Frankfurter verdrag met Hessen-Darmstadt, waarbij onder andere delen van het voormalige vorstendom Isenburg bij het keurvorstendom kwamen. Op 9 oktober 1817 een definitief verdrag met Pruisen, waarbij de stad en gebied Volkmarsen verenigd werden met Keurhessen.
Willem I trad in 1815 toe tot de Duitse Bond en werd in 1821 opgevolgd door zijn zoon Willem II. Deze regeerde evenals zijn vader op reactionaire wijze en zag zich na de Franse Julirevolutie in 1831 door een revolutionaire beweging gedwongen zijn zoon Frederik Willem I als regent aan te stellen. Frederik Willem, die in 1847 de troon besteeg, regeerde aanvankelijk op liberale wijze en ging akkoord met de in de Maartrevolutie (1848) geëiste liberale hervormingen. In 1850 sloeg hij echter een meer reactionaire richting in.
Hessen-Kassel streed aan Oostenrijkse zijde in de Oostenrijks-Pruisische Oorlog van 1866, maar werd door Pruisen onder de voet gelopen. De staat werd geannexeerd en in 1867 samen met het hertogdom Nassau en Frankfurt am Main verenigd tot de provincie Hessen-Nassau.

## De Pruisische provincie Keur-Hessen (1944-1945)
De naam Keur-Hessen werd in 1944 korte tijd nieuw leven ingeblazen. Deze provincie, die het territorium van het oude Hessen-Kassel met uitzondering van de districten Heerlijkheid Schmalkalden, Schlüchtern en Gelnhausen omvatte, ging echter reeds in 1945 op in Groot-Hessen, dat in 1946 de naam Hessen kreeg.

## Heersers
- 1803-1821: Willem I (= Willem IX)
- 1821-1847: Willem II
- 1847-1866: Frederik Willem I